# Jernej Abramič
Jernej Abramič (Nova Gorica, 17 de diciembre de 1964) es un deportista yugoslavo que compitió en piragüismo en la modalidad de eslalon. Ganó cinco medallas en el Campeonato Mundial de Piragüismo en Eslalon entre los años 1985 y 1989.
Participó en los Juegos Olímpicos de Atlanta 1996, ocupando el séptimo lugar en la prueba de K1.

## Palmarés internacional
| Campeonato Mundial | Campeonato Mundial            | Campeonato Mundial | Campeonato Mundial |
| Año                | Lugar                         | Medalla            | Competición        |
| ------------------ | ----------------------------- | ------------------ | ------------------ |
| 1985               | Augsburgo (RFA)               | Medalla de bronce  | K1 por equipos     |
| 1987               | Bourg-Saint-Maurice (Francia) | Medalla de plata   | K1 individual      |
| 1987               | Bourg-Saint-Maurice (Francia) | Medalla de plata   | K1 por equipos     |
| 1989               | Río Savage (Estados Unidos)   | Medalla de oro     | K1 por equipos     |
| 1989               | Río Savage (Estados Unidos)   | Medalla de bronce  | K1 individual      |